# Akademija umjetnosti Sveučilišta u Banjoj Luci
Akademija umjetnosti Sveučilišta u Banjoj Luci je visokoškolska ustanova i jedina integrirana akademija u Bosni i Hercegovini s tri studijska programa i jednim interdisciplinarnim.
Organizacijski je razvrstana u četiri studijska programa na prvom i drugom ciklusu studija:
1. Studijski program likovnih umjetnosti
2. Studijski program glazbenih umjetnosti
3. Studijski program dramskih umjetnosti
4. Studijski program dizajn interijera

Na sva četiri studijska programa realiziraju se 22 osnovna preddiplomska akademska studija, 19 postdiplomskih master studija i uključuje jedan osnovni preddiplomski studijski program interdisciplinarnih studija.

## Povijest
Odluku o osnivanju Akademije umjetnosti donijela je Narodna skupština Republike Srpske 15. srpnja 1999. godine. Koristeći iskustva, modele i profesorski kadar Akademije umjetnosti Univerziteta u Novom Sadu i tri fakulteta umjetnosti u Beogradu, prvobitno su je činili odsjeci, a danas četiri studijska programa.
S obzirom da je ustanova osnovana neposredno nakon rata u Bosni i Hercegovini, prostorni, kadrovski i financijski problemi obilježili su prve godine njenog rada i postojanja, no nisu bili dugoročna prepreka u razvoju. Uz napor i sposobnosti rukovodećih ljudi, došlo se do adekvatnog prostora za izvođenje nastave, kadrova iz ključnih umjetničkih oblasti i redovnog financiranja.
Zahvaljujući gostujućim profesorima s visokoškolskih institucija kao što su Akademija umjetnosti u Novom Sadu i s fakulteta umjetnosti u Beogradu, izvođena je nastava u prvim godinama rada. Kadrovska politika bila je zasnovana na ulaganju u vlastiti kadar, te su navedeni priznati profesori, umjetnici i predavači iz različitih umjetničkih i znanstvenih oblasti, obrazovali današnji kadar Akademije umjetnosti.
Od osnivanja Akademije umjetnosti do veljače 2023. godine diplomiralo je 1007 studenata na prvom ciklusu studija, obranjeno je 75 master radova, 74 magistarska rada, 4 specijalistička i 12 doktorskih disertacija.

## Zgrada
Zgrada i povezana učilišna mjesta Akademije umjetnosti nalazi se u Univerzitetskom gradu, kolokvijalno poznatom kao studentski kampus. Univerzitetski grad je spomenik parkovske arhitekture i strogo zaštićeno područje prirode u Banjoj Luci. Zaštićenim područjem kategorije IV Međunarodne unije za očuvanje prirode i prirodnih resursa proglašeno je 2016. godine. Nalazi se na području banjalučkog kvarta Borik. 
Unutar zaštićenog područja postoje i dva objekta koji posjeduju kulturno-povijesne vrijednosti, a to su upravo zgrada Akademije umjetnosti i rektorata i zgrada "Tereza", obje iz austrougarskog perioda. Akademija umjetnosti danas dijeli zgradu s rektoratom Univerziteta u Banjoj Luci.
Zbog dodatka i obilja prostora za studentske aktivnosti sa sva tri odsjeka, također su u uporabu uzete dvije barake koje datiraju iz ratnog perioda u kojem je cijeli Univerzitetski grad služio kao područje vojne kasarne Vrbas. Barake su zarad upotrebe Akademije umjetnosti nakon njenog osnutka prenamijenjene u učionice za vježbanje instrumenata, slikanje, glumu, studio za audio produkciju, intermedijalnu dvoranu i sl.

## Uprava
Upravu Akademije umjetnosti Univerziteta u Banjoj Luci čine:
Dekan: dr. um. Dragana Purković-Macan, redovni profesor
Prodekan za nastavu: Marija Pilipović, docent, redovni profesor
Prodekan za umjetnost i međunarodnu suradnju: dr. um. Borjana Mrđa, izvanredni profesor
Rukovodilac katedre za likovne umjetnosti: dr. um. Radoslav Tadić, docent, redovni profesor
Rukovodilac katedre za glazbene umjetnosti: dr. Gordana Grujić, docent, redovni profesor
Rukovodilac katedre za dramske umjetnosti: Draško Gajić, izvanredni profesor

## Likovne umjetnosti
Na programu likovnih umjetnosti, na svim smjerovima, organizirana su dva ciklusa školovanja: osnovni studiji koji nose 240 ECTS bodova i njihovim završavanjem se stiče zvanje diplomiranog umjetnika iz užeg područja izučavanja i master studije koje nose 300 ECTS, a njihovim završavanjem se stiče zvanje mastera iz uže oblasti izučavanja. Studijski program se dijeli na četiri smjera od kojih su dva integrirana: 
- Slikarstvo i intermedijalna umjetnost
- Grafički dizajn
- Grafika

### Aktivnosti i likovni rad

#### Godišnja izložba radova studenata Akademije umjetnosti
Po završetku svake akademske godine, u lipnju, u Univerzitetskom gradu, tradicionalno se i svečano otvara godišnja izložba radova studenata Akademije umjetnosti. Studenti studijskog programa likovnih umjetnosti izlažu svoje najuspješnije i najnagrađivanije radove te im se dodjeljuju nagrade u vidu samostalnih izložbi. Godišnje se izloži čak do 1000 uradaka, u sudjelovanju od strane do 150 studenata. Svaka se godišnja izložba profesionalno digitalizira te se svi izloženi radovi kasnije mogu pogledati u internet katalogu objavljenom na web-stranici Akademije.
Nagrade, pored Akademije, dodjeljuju Muzej suvremene umjetnosti Republike Srpske, Kulturni centar Banski dvor, Muzej Kozare i Galerija Sreten Stojanović iz Prijedora, Zavičajni muzej Gradiška i Centar za kulturu i obrazovanje Laktaši. 

#### Projekt „Inter/Akcija”
Izložba „Inter/Akcija” povezuje studente završnih godina Fakulteta likovnih umjetnosti u Beogradu, Filozofskog fakulteta Univerziteta u Beogradu i Akademije umjetnosti Univerziteta u Banjoj Luci na zajedničkom umjetničko-kustoskom projektu; izložbi i kustoskoj radionici u Banjoj Luci u Galeriji Plus te u Muzeju suvremene umjetnosti Republike Srpske, na tvrđavi Kastel i u Beogradu.

## Glazbene umjetnosti
Na programu Glazbene umjetnosti su organizirana tri ciklusa školovanja: osnovni studiji koji nose 240 ECTS i njihovim završavanjem se stiče zvanje diplomiranog umjetnika iz užeg područja izučavanja, master studiji nose 300 ECTS i njihovim završavanjem se stiče zvanje mastera iz uže oblasti izučavanja i doktorske studijе nosi 480 ECTS i njihovim završavanjem se stiče zvanje doktora umjetnosti iz uže oblasti izučavanja. Studijski program dijeli se na 10 smjerova:
- Kompozicija
- Glazbena teorija i pedagogija
- Dirigiranje
- Etnomuzikologija
- Solo pjevanje
- Instrumenti s tipkama
- Trzalački instrumenti
- Gudački instrumenti
- Puhački instrumenti
- Komorna glazba

### Aktivnosti i glazbeni rad
Studenti i profesori Akademije umjetnosti na studijskom programu glazbenih umjetnosti kroz akademsku godinu kontinuirano provode i organiziraju javne nastupe, koncerte klasa profesora i solista, koncerte simfonijskog orkestra i zbora Akademije, koncerte komorne glazbe, sudjeluju na međunarodnim natjecanjima i gostuju kao izvođači na festivalima diljem Europe u gradovima kao što su Trst, Pariz, New York, Krakov, Bratislava, Segedin, Zofingen te u gradovima bivše Jugoslavije kao što su Beograd, Ljubljana, Novi Sad, Zagreb, Smederevo i drugi.
Članovi simfonijskog orkestra Akademije umjetnosti nerijetko na istoj sceni nastupaju s Banjalučkom filharmonijom, simfonijskim orkestrom Narodnog kazališta Republike Srpske, komornim gudačkim orkestrom "Ban Svetislav Tisa Milosavljević", a kao sastav nastupali su i sa simfonijskim orkestrom Narodnog kazališta Novi Sad te sa simfonijskim orkestrom grada Mostara, pod dirigentskom palicom Branke Radošević Mitrović, predsjednice katedre za dirigiranje, profesorice na Akademiji i osnivačice komornog gudačkog orkestra "Ban Svetislav Tisa Milosavljević" Banskog dvora te Dušana Vere Uroševića, višeg asistenta na katedri za dirigiranje, glavnog dirigenta banjalučke "Rock" simfonije i simfonijskog orkestra Narodnog kazališta Republike Srpske.
Mješoviti zbor Akademije umjetnosti pod vodstvom je svjetski priznatog profesora i dirigenta Nemanje Savića, današnjeg direktora srpskog pjevačkog društva "Jedinstvo", jednog od najstarijih zborova na području Bosne i Hercegovine, s kojim zbor Akademije često dijeli pozornicu.

#### Dani Vlade Miloševića
Dani Vlade S. Miloševića su tradicionalna manifestacija koja se kontinuitetu održava u Banjoj Luci još od 1999. godine. Ustanovljena je povodom obilježavanja godišnjice rođenja akademika Vlade S. Miloševića, etnomuzikologa, skladatelja i muzičkog pedagoga, jednog od najvećih imena umjetničke glazbe Republike Srpske i BiH. Organizatori ove manifestacije su Akademija umjetnosti Univerziteta u Banjoj Luci i Muzikološko društvo Republike Srpske. Tijekom manifestacije izvode se orkestarska, zborska, komorna i solistička djela prvenstveno balkanskih skladatelja, ali i svjetskih. 
Pored koncerata također se održavaju znanstveni skupovi, predavanja, promocije knjiga, "masterclassovi" i slično.

#### Svjetski dan glazbe
Svake godine, 21. lipnja, Akademija umjetnosti u suradnji s Muzikološkim društvom Republike Srpske i Konfucijevim institutom Sveučilišta u Banjoj Luci organiziraju cjelodnevne koncerte na desetinama lokacija u gradu na kojima sudjeluju studenti i profesori Akademije. Navečer se tradicionalno održava zabava u Univerzitetskom gradu. Također, kao gostujući sudionici redovno se pozivaju različiti gradski orkestri, zborovi i učenici Umjetničke škole „Vlado Milošević”.

#### Ciklus koncerata »Oni dolaze«
Ciklus matinée koncerata komorne glazbe pod nazivom "Oni dolaze" programska je aktivnost u suradnji Banskog dvora i Akademije umjetnosti. Predstavlja višegodišnju praksu ustanove s ciljem da se pored reprezentativnih sadržaja u području kulture i umjetnosti promoviraju i mladi talenti Akademije i muzičkih škola. Održavaju se jednom mjesečno.

#### Koncert studenata kompozicije
Koncerti studenata kompozicije održavaju se svake godine u Banskom dvoru ili u Muzeju suvremene umjetnosti Republike Srpske. Na koncertu se može čuti novo-napisana suvremena djela klasične glazbe studenata Akademije u Banjoj Luci i Beogradu u klasi profesorice Tatjane Milošević Mijanović te višeg asistenta Davida Mastikose. Studenti za izvedbe svojih kompozicija surađuju sa studentima i profesorima na instrumentalnim odsjecima te ih tako izvode simfonijski orkestar i mješoviti zbor Akademije, komorni zbor "Kerubini" pod vodstvom višeg asistenta Dušana Vere Uroševića i razni komorni sastavi.

## Dramske umjetnosti
Na studijskom programu dramskih umjetnosti su organizirana dva ciklusa školovanja. Osnovni studiji koji nose 240 ECTS i njihovim završavanjem se stiče zvanje diplomiranog umjetnika iz uže oblasti izučavanja. Master studiji nose 300 ECTS i njihovim završavanjem se stiče zvanje mastera iz uže oblasti izučavanja. Studijski program dijeli se na 9 smjerova:
- Gluma
- Kazališna režija
- Dramaturgija
- Produkcija

- Kamera
- Montaža
- Filmska i TV režija
- Animirani film
- Dizajn zvuka

### Aktivnosti i dramski rad

#### Kazališni akademski festival PAF
"Pozorišni akademski festival" osmišljen je 2022. s idejom da okupi studente dramskih umjetnosti akademija i fakulteta iz regije, u Banjoj Luci. Na festival se studenti prijavljuju s predstavama i kazališnim komadima, a nakon izvedbi im se dodjeljuju nagrade za najbolju glumicu, glumca, sporednu glumicu, sporednog glumca, najbolju predstavu, specijalnu nagradu za glumačku bravuru, za partnerski odnos, za kolektivnu igru i nagradu publike. Održava se u Narodnom kazalištu Republike Srpske i u Studentskom kulturnom centru.
Na PAF-u su, do sada, gostovali studenti i profesori dramskih umjetnosti iz Moskve, Cetinja, Novog Sada, Beograda, Prištine, Sarajeva.

#### Animacikl
Animacikl je manifestacija koja se godišnje, svakog rujna, počela održavati 2017. godine. Ovaj projekt realiziraju studenti i profesori Studijskog programa Dramskih umjetnosti, katedre za Animirani film Akademije umjetnosti Sveučilišta u Banjoj Luci. 
Studenti animacije iz različitih zemalja tijekom manifestacije imaju zadatak da za dva dana, raspoređeni u mješovitim timovima, kreiraju kratke animirane filmove. Najbolji timovi i pojedinci bivaju nagrađeni, a publika svake godine ima priliku pogledati radne prostore studenata te i same filmove koji se projiciraju na otvorenom, u gradu ili u kampusu Sveučilišta.
Na manifestaciji su sudjelovali studenti s Akademije likovnih umjetnosti u Zagrebu, Fakulteta primijenjenih umetnosti u Beogradu, Akademije umjetnosti u Novoj Gorici, Akademije umetnosti u Novom Sadu i Akademije umjetnosti u Banjoj Luci.
Projekt je prikazivan i u sklopu Svjetskog festivala animiranog filma Animafest u Zagrebu i u Jagodini u sklopu Animator festa.

#### Dukafest
„Dukafest“ je festival nastao u sjećanje Dušku Dukiću "Duki", tragično nastradalom studentu filmske i televizijske režije na Akademiji umjetnosti Univerziteta u Banjaluci. Festival je pokrenut na inicijativu njegovih prijatelja, studenata na Akademiji. 
Prvo izdanje „Dukafest“ je imao 2008. godine i bio je jednodnevna revija studentskih filmova s fakulteta iz Srbije i Bosne i Hercegovine. Od 2009. godine studenti dramskog odsjeka Akademije umjetnosti osnovali su udruženje građana KROV (Organizacija za podsticaj i razvoj kulture i umjetnosti) i organizirali međunarodni festival studentskog filma „Dukafest 2009.“ koji je od te godine natjecateljskog karaktera. Festival dodjeljuje nagrade za najbolji igrani film, najbolji dokumentarni film, najbolju režiju, najbolju montažu i najbolju kameru.
Osim projekcija, svake godine dio programa su filmske radionice za sve studente i posjetitelje festivala, a predavači su profesionalni regionalni filmski stvaraoci. Također, važan dio festivala je i glazbeni program koji se odvija poslije cjelodnevnih projekcija i na kojima posjetitelji mogu upoznati mlade bendove iz regije. Ideja festivala je promocija studentskih filmova i autora kojima su ovakvi festivali početni korak u karijeri i mogućnost da upoznaju kolege i profesionalce iz filmskog svijeta.
2019. godine, kada je održan sedmi susret, prijavili su se studenti iz 91 zemlje, sa selekcijom od preko 1500 filmova.

## Međunarodna suradnja
Ured za međunarodnu suradnju Akademije umjetnosti Sveučilišta u Banjoj Luci potiče, organizira i provodi sve aktivnosti koje se tiču provedbe međunarodne suradnje s raznim europskim sveučilištima i fakultetima. 
|    | Izvorno ime                                                     | Prijevod                                                  | Grad              | Država   |
| -- | --------------------------------------------------------------- | --------------------------------------------------------- | ----------------- | -------- |
| 1. | Grey School of Art                                              | Škola umjetnosti »Grey«                                   | Aberdeen          | Škotska  |
| 2. | Bauhaus-Universität Weimar                                      | Sveučilište Bauhaus u Weimaru                             | Weimar            | Njemačka |
| 3. | Uniwersytecie Artystycznym im. Magdaleny Abakanowicz w Poznaniu | Sveučilište umjetnosti u Poznanju »Magdalena Abakanowicz« | Poznanj           | Poljska  |
| 4. | Hogeschool Sint-Lukas Brussel (LUCA School of Arts)             | Škola umjetnosti LUCA                                     | Bruxelles, Leuven | Belgija  |
| 5. | Conservatorio di musica Giuseppe Tartini                        | Glazbeni konzervatorij »Giuseppe Tartini«                 | Trst              | Italija  |
| 6. | Fakultet likovnih umetnosti u Beogradu                          | Fakultet likovnih umjetnosti u Beogradu                   | Beograd           | Srbija   |
| 7. | Fakultet muzičke umetnosti u Beogradu                           | Fakultet glazbene umjetnosti u Beogradu                   | Beograd           | Srbija   |